# Flaugergues (cratère martien)

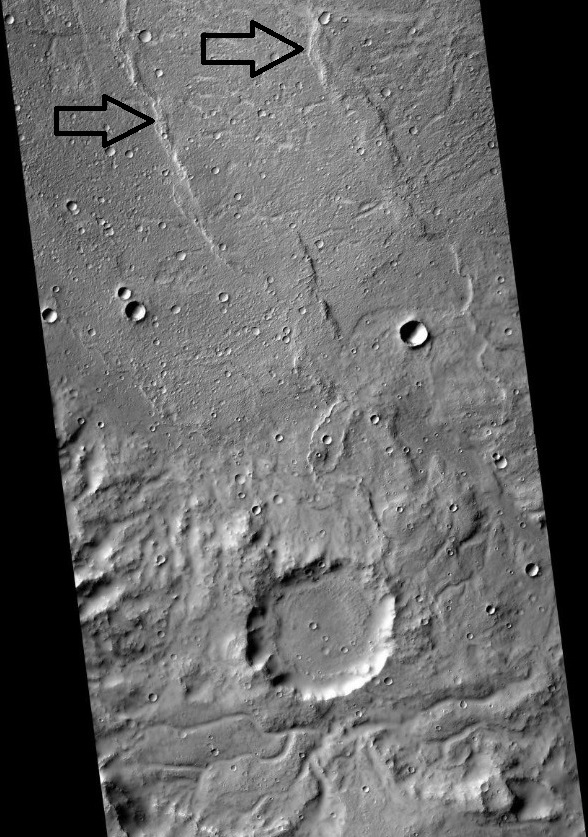
Le cratère Flaubergues (en bas) photographié par Mars Reconnaissance Orbiter.
En haut 2 dorsa (flèches).

Flaugergues est un cratère d'impact de 245 km de diamètre situé sur Mars dans le quadrangle de Sinus Sabaeus par 16,8°S et 19,2° E, dans la région de Noachis Terra. Il a été nommé d'après l'astronome français Honoré Flaugergues (1755-1830).